# 杨广亭
楊廣亭（1967年6月—），陕西省西安人。男，汉族。中共党员。中華人民共和國政治人物。

## 人物经历
杨广亭早年在西安市财政局任职，官至西安市财政局副局长；2007年，转任中共西安市未央区党委副书记、区长，区委书记；在未央区党委书记任内，杨广亭曾经在北京大学光华管理学院高级管理人员工商管理硕士班深造学习；2014年，杨广亭转任中共西安市雁塔区委书记；并于2017年2月当选政协西安市第十四届委员会副主席。
2017年10月，杨广亭转任西安市人民政府副市长。2020年2月，升任中共西安市委常委、统战部部长。2021年6月，接替惠进才出任中共宝鸡市委副书记、市长。2022年3月，再升任中共宝鸡市委书记。2023年，当选为陕西省第十四届人民代表大会常务委员会副主任。